# Chemiczne wskaźniki pH

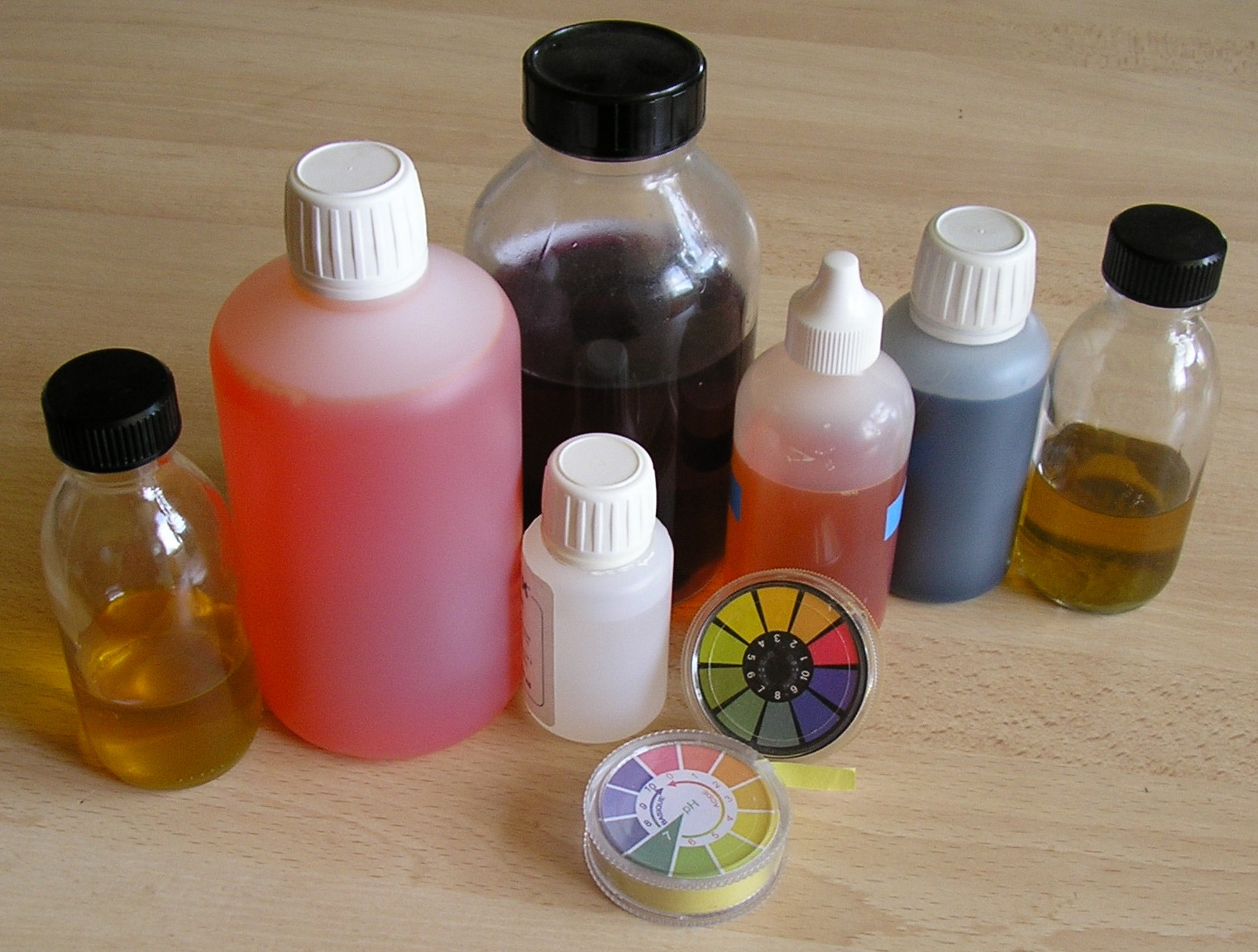
Różne wskaźniki pH

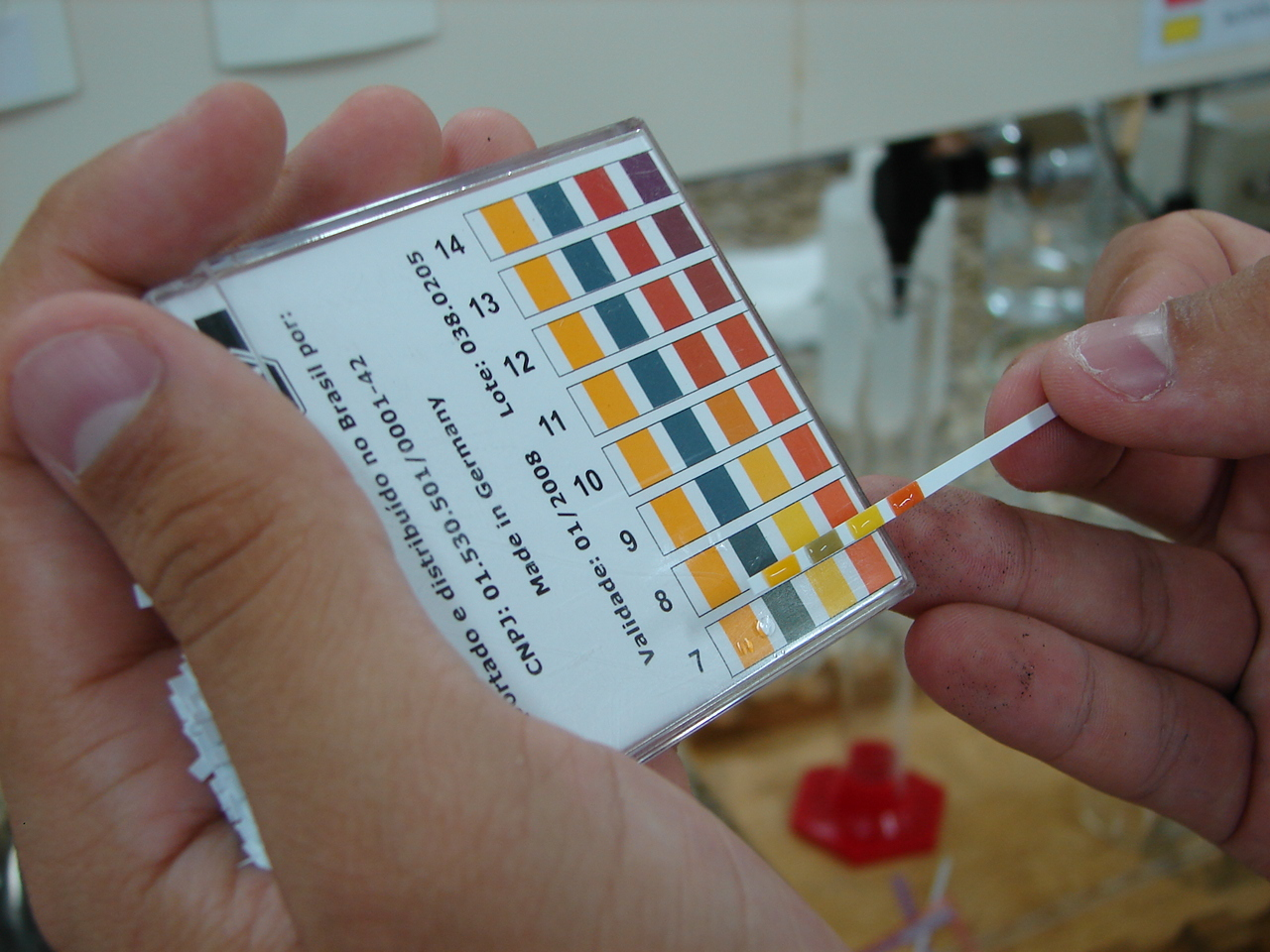
Przyrównywanie barwy papierka wskaźnikowego do barwy zamieszczonej na opakowaniu (odpowiadającej skal pH)

Chemiczne wskaźniki pH – związki chemiczne, których barwa zmienia się zależnie od pH środowiska, w którym się znajdują.
Mechanizm zmiany barwy bywa różny dla różnych wskaźników. Część z nich zmienia barwę na skutek przyłączania jonów hydroniowych (H3O+) lub hydroksylowych (OH-) i przechodzenia w formę jonową przy ściśle określonym ich stężeniu, inne zmieniają kolor na skutek zmian konformacyjnych wywołanych przez zmianę pH, wreszcie istnieją takie, które zmieniają barwę na skutek całego ciągu reakcji chemicznych "uruchamianych" przy określonym pH.
Wiele substancji dostępnych w warunkach domowych również zmienia barwę w zależności od pH. Np. napar herbaty czarnej przy pH > 7,5 ma barwę ciemnobrązową, przy pH ≈ 6 barwę jasnobrązową, zaś przy pH < 5,5 barwę jasnożółtą. Inne tego typu substancje naturalne to np. sok z czarnej porzeczki, czarnej jagody lub czerwonej kapusty.
Pojedyncze związki chemiczne zmieniające barwę przy zmianie pH są stosowane głównie do miareczkowania, natomiast wiele papierków wskaźnikowych jest nasączana całym zestawem związków chemicznych, dzięki czemu zmieniają one barwę w szerokim zakresie pH, umożliwiając jej wzrokowe oszacowanie.

## Lista wskaźników pH
| Wskaźnik               | Zakres pH zmiany barwy | Zakres pH zmiany barwy | Zakres pH zmiany barwy | Stosowany roztwór     |
| ---------------------- | ---------------------- | ---------------------- | ---------------------- | --------------------- |
| Fiolet metylowy 10B    | żółty                  | 0,0-2,0                | niebieskofioletowy     |                       |
| Erytrozyna B           |                        | 0,0-3,6                |                        |                       |
| Fiolet metylowy 2B     | żółty                  | 0,15-3,2               | fioletowy              |                       |
| Zieleń malachitowa     | żółty                  | 0,2-1,8                | zielony                | wodny                 |
| Zieleń malachitowa     | zielony                | 11,5-13,2              | bezbarwny              | wodny                 |
| Błękit tymolowy        | czerwony               | 1,2-2,8                | żółty                  | wodny 0,05%           |
| Błękit tymolowy        | żółty                  | 8,0-9,6                | niebieski              | wodny 0,05%           |
| Tropeolina             | czerwony               | 1,3-3,2                | pomarańczowy           | wodny 0,1%            |
| Tropeolina             | żółty                  | 11,0-12,7              | czerwony               | wodny 0,1%            |
| 2,4-Dinitrofenol       | bezbarwny              | 2,4-4,0                | żółty                  | etanolowy 0,1%        |
| Żółcień metylowa       | czerwony               | 2,9-4,0                | żółty                  | etanolowy 0,1%        |
| Błękit bromofenolowy   | żółty                  | 3,0-4,6                | niebieski              |                       |
| Czerwień Kongo         | niebieskofioletowy     | 3,0-5,2                | czerwony               |                       |
| Oranż metylowy         | czerwony               | 3,1-4,4                | żółty                  | wodny 0,1%            |
| Oranż metylowy         | czerwony               | 0,0-3,2                | fioletowy              | z ksylenocyjanolem FF |
| Oranż metylowy         | fioletowy              | 3,2-4,2                | zielony                | z ksylenocyjanolem FF |
| Zieleń bromokrezolowa  | żółty                  | 3,8-5,4                | niebieski              | wodny 0,1%            |
| Czerwień metylowa      | czerwony               | 4,4-6,2                | żółty                  | etanolowy 0,1%        |
| C67H62N8Na4O14S3       | fioletowy              | 4,8-5,4                | zielony                |                       |
| Lakmus                 | czerwony               | 4,5-8,3                | niebieski              |                       |
| Purpura bromokrezolowa | żółty                  | 5,2-6,8                | fioletowy              |                       |
| Błękit bromotymolowy   | fioletowy              | <0,0-6,0               | żółty                  | wodny 0,05%           |
| Błękit bromotymolowy   | żółty                  | 6,0-7,6                | niebieski              | wodny 0,05%           |
| Czerwień fenolowa      | żółty                  | 6,8-8,2                | czerwony               | wodny 0,05%           |
| Czerwień obojętna      | czerwony               | 6,8-8,0                | żółty                  |                       |
| α-Naftoftaleina        | jasny czerwony         | 7,3-8,7                | zielononiebieski       |                       |
| Czerwień krezolowa     | czerwony               | <0,0-1,0               | żółty                  | wodny 0,1%            |
| Czerwień krezolowa     | żółty                  | 7,2-8,8                | czerwonofioletowy      | wodny 0,1%            |
| o-Krezoloftaleina      | bezbarwny              | 8,2-9,8                | fioletowy              |                       |
| Fenoloftaleina         | pomarańczowy           | <0,0-8,2               | bezbarwny              | etanolowy 0,5%        |
| Fenoloftaleina         | bezbarwny              | 8,2-12,0               | malinowy               | etanolowy 0,5%        |
| Fenoloftaleina         | bezbarwny              | >13,0                  | bezbarwny              | etanolowy 0,5%        |
| Tymoloftaleina         | czerwony               | <0,0-9,3               | bezbarwny              | etanolowy 0,2%        |
| Tymoloftaleina         | bezbarwny              | 9,3-10,5               | niebieski              | etanolowy 0,2%        |
| Żółcień alizarynowa    | żółty                  | 10,1-12,0              | czerwony               |                       |
| Indygokarmin           | niebieski              | 11,4-13,0              | żółty                  |                       |

| pH       | Opis         | Kolor              |
| -------- | ------------ | ------------------ |
| <3,0     | Mocny kwas   | czerwony           |
| 3,0-6,0  | Słaby kwas   | żółty/pomarańczowy |
| 7        | Neutralny    | zielony            |
| 8,0-11,0 | Słaba zasada | niebieski          |
| >11,0    | Mocna zasada | fioletowy          |